# Света Троица (Куново)
„Свети Троица“ (на сръбски: Храм Свете Тројице) е възрожденска православна църква във вранското село Куново, югоизточната част на Сърбия. Част е от Вранската епархия на Сръбската православна църква.
Църквата е гробищен храм, построен в 1874 година, за което свидетелства надпис над входа: „ЦРКВА КУНОВСКА ИЗГРАЂЕНА 1874. ОСВЕЋЕНА ОД СТРАНЕ ЕПИСКОПА ДОРОТЕЈА НА ДАН 2. ЈУНА 1874. ЦРКВУ ИЗРАДИЛИ ГРАЂАНИ СЕЛА КУНОВА И СВЕШТЕНИК МАРИН АНТАНАЦКОВИЋ.“ В 2017 година храмът е обновен.
Иконостасът с 40 икони е изписан от дебърските майстори Вено Костов и Зафир Василков.